# Jean-Claude Milner
Jean-Claude Milner (* 1941 in Paris) ist ein französischer Sprachwissenschaftler, Wissenschaftstheoretiker und Philosoph.

## Leben
Milner studierte an der École normale supérieure und am Massachusetts Institute of Technology. Er war früh von den wissenschaftstheoretischen Überlegungen von Louis Althusser und Jacques Lacan geprägt und gehörte zum Kreis der Lacan-Schüler um Jacques-Alain Miller (* 1944). Von 1968 bis 1971 war er Mitglied der maoistischen Organisation  Gauche prolétarienne. Milner lehrte bis zu seiner Emeritierung allgemeine Sprachwissenschaft an der Université Paris VII. Er war Vorsitzender des Pariser Collège international de philosophie.

## Werk
Mit seinen ersten Veröffentlichungen war Milner einer der frühesten französischen Sprachwissenschaftler, die die Linguistik von Noam Chomsky in Frankreich rezipierte, dessen Aspects of a Theory of Syntax Milner übersetzte. Allerdings protestierte er gegen die kognitionsbiologischen Grundlagen, die Chomsky in späteren Veröffentlichungen seiner Sprachtheorie geben wollte. Obwohl er an dem formalen Rahmen festhält, den Chomskys Generative Grammatik in ihren verschiedenen Entwicklungsstadien bereitstellte, entwickelte er sich so zu einem Kritiker der Chomsky-Linguistik, deren Problematik er in seinem Buch Introduction à une science du langage (Seuil, 1989) darstellte. Dieses Werk ist eine wissenschaftstheoretische Untersuchung zur Epistemologie der Sprachwissenschaft, zu der es in ihrer Art wenig Vergleichbares gibt.
Während Chomskys Linguistik die formalen Beschreibungsmethoden für Milners Linguistik bereitstellte und die wesentlichen wissenschaftstheoretischen Ansätze von Alexandre Koyré stammen, ist der zentrale, wenngleich nicht immer explizit genannte theoretische Bezugspunkt das Werk des Psychoanalytikers Jacques Lacan, den er in L’œuvre claire. Lacan, la science et la philosophie (Seuil, 1995) als klaren rationalen Denker – und nicht etwa als dadaistischen „Poststrukturalisten“ – porträtierte.
Daneben veröffentlichte Milner Arbeiten zur Literatur (Détections fictives, Seuil, 1985, Dire le vers, zusammen mit François Regnault, Seuil, 1987; Mallarmé au tombeau, Verdier, 1999; Harry Potter, PUF, 2014) und intervenierte in der öffentlichen Diskussion um den europäischen Antisemitismus (Les penchants criminels de l'Europe démocratique, Verdier, 2003) und um die Lage der Kultur in Frankreich, dem seiner Ansicht nach kultur- und intelligenzfeindlichsten Land der Welt (Existe-t-il une vie intellectuelle en France?, Verdier, 2002). In seinem Buch Archéologie d’un échec, 1950-1993 (Seuil, 1993) beschrieb er die Geschichte der Linken in Frankreich – der er selbst zuzurechnen ist – und das Scheitern ihrer Illusionen.

## Weitere Veröffentlichungen
- De la syntaxe à l’interprétation. Paris: Seuil, 1978. (= Travaux linguistiques.)
- Les noms indistincts. Paris: Seuil, 1978. (= Connexions du Champs freudien.)
  - Dt.: Die nicht zu unterscheidenden Namen. Wien/Berlin: Turia + Kant, 2013, ISBN 978-3-85132-729-8.
- Ordres et raisons de langue. Paris: Seuil, 1982. (= Travaux linguistiques.) [Aufsatzsammlung]
- L’amour de la langue. Paris: Seuil, 1983. (= Connexions du Champ freudien.)
- L’Oeuvre claire. Lacan, la science, la philosophie. Paris: Seuil, 1998.
  - Dt.: Das helle Werk. Lacan, die Wissenschaft, die Philosophie. Wien/Berlin: Turia + Kant, 2013, ISBN 978-3-85132-728-1.
- Le Périple structural. Figures et paradigmes. Paris: Seuil, 2002. (= La couleur des idées.)
- Controverse. Dialogue sur la politique et la philosophie de notre temps, animé par Philippe Petit. Mit Alain Badiou. Paris: Seuil, 2012.
  - Dt.: Kontroverse. Dialog über die Politik und die Philosophie unserer Zeit. Mit Alain Badiou, übersetzt von Thomas Wäckerle. Wien Berlin: Turia + Kant, 2013, ISBN 978-3-85132-715-1.
- Harry Potter. À l’école des sciences morales et politiques. Paris: Presses Universitaires de France, 2014. (= Collection sur les séries télévisées.)
  - Dt.: Harry Potter und die Politik. Wissen, Macht und Zauberei, übersetzt von Moritz Herrmann und Ines Abrecht. Frankfurt am Main: Neue Deutsch-Französische Jahrbücher, 2022. ISBN 978-3-949153-04-4.

Einige Bücher von Milner sind auch ins Spanische, Italienische und Englische übersetzt worden.